# Noordelijke lemmingmuis
De noordelijke lemmingmuis (Mictomys borealis)  is een zoogdier uit de familie van de Cricetidae. De wetenschappelijke naam van de soort werd voor het eerst geldig gepubliceerd door Richardson in 1828.

(Zie ook: zuidelijke lemmingmuis)

## Voorkomen
De soort komt voor in Canada en de Verenigde Staten.